# Birsent Karagaren
Birsent Hamdi Karagaren (in bulgaro Бирсент Хамди Карагарен?; Asenovgrad, 6 dicembre 1992) è un calciatore bulgaro, di origini turche, centrocampista del CSKA 1948 Sofia.

## Carriera

### Club
Ha giocato nella massima serie bulgara.

### Nazionale
Nel 2019 ha esordito in nazionale.

## Palmarès

### Club

#### Competizioni nazionali
- Coppa di Bulgaria: 2

Lokomotiv Plovdiv: 2018-2019, 2019-2020
- Supercoppa di Bulgaria: 1

Lokomotiv Plovdiv: 2020